# سانسور در استرالیا
در استرالیا از سانسور به‌نام طبقه‌بندی مطالب یاد می‌شود هرچند مطالبی که در مرحله‌بندی «مردود شده» اعلام شوند فروش و انتشارشان ممنوع‌است. این سیستم همچنین دارای سطح‌بندی‌ها و دسته‌بندی‌های مختلفی‌است که فروش، نمایش، یا استفاده از برخی مواد برای کسانی که زیر سن تجویز شده باشند را ممنوع می‌کند.
از آنجا که استرالیا کشوری‌است که به صورت فدرال و ایالتی اداره می‌شود مسئولیت طبقه‌بندی مطالب و نظارت بر این‌گونه چیزها به عهدهٔ هر ایالت است. به‌طور کلی در استرالیا:
- قانون سانسور یا طبقه‌بندی برقرار است.
- بسیاری از بازی‌های کامپیوتری کنترل می‌شوند.
- مسائل سیاسی چندان سانسور نمی‌شوند.
- به مسائل فرهنگی از توجه زیادی برخوردارند.

## تاریخچه
در قرن بیستم به علت سانسور زیاد میزان تولید و قاچاق مطالب سانسور نشده در بازارهای استرالیا به مقدار زیادی بالا رفته بود. همچنین از طرفی در سال ۱۹۹۳ به‌دنبال اعتراض‌هایی که در برابر درجه‌بندی شدن +۱۸ برای فیلم سکوت بره‌ها (فیلم) صورت گرفت و در نتیجه آن درجه‌بندی به +۱۵ تغییر یافت لزوم تجدیدنظر در وضعیت سانسور در استرالیا بیشتر احساس شد. پیش از آن هم رمان عاشق لیدی چترلی؛ از سال ۱۹۲۹ در استرالیا، انگلستان، آمریکا و بسیاری از کشورها ممنوع بود ولی در سال ۱۹۶۴ کتابی به‌نام «محاکمهٔ لیدی چترلی» که نشان‌گر وضعیت محاکمه در بریتانیا است در ایتالیا چاپ و یک نسخه از آن به داخل استرالیا قاچاق شد و در سال ۱۹۶۵ مخفیانه تکثیر و پراکنده گردید.

## وضعیت کنونی
برابر قوانین موجود فیلم‌ها و بازی‌هایی که دارای مسائل جنسی خفیف هستند نیاز به بررسی و درجه‌بندی دارند.

### خبرها و مسائل روز
خبرها و مسائل روز و اینگونه خبرها نیازی به درجه‌بندی شدن ندارند.

### تبلیغات و آگهی‌ها در ایالت‌ها
- در ایالت نیوساوت‌ویلز تبلیغ در مورد آسیب‌های شخصی ممنوع است.
- در ایالت کوئینزلند برخی تبلیغات ممنوع هستند.
- در ایالت ویکتوریا استرالیا تبلیغ کارهای فاحشه‌ها ممنوع است.

### اینترنت
در استرالیا سایت‌هایی که در آن‌ها مواردی که بنا به گفتهٔ مسوولان غیراخلاقی به‌حساب آیند باید درجه‌بندی شده باشند در غیر این صورت از ادامهٔ کارشان جلوگیری خواهند شد. همچنین گروهی از سایت‌ها به صورت محدود فیلتر می‌شوند.

### سخنرانی سیاسی
دولت این کشور به صراحت اعلام کرده که استرالیا کشوری دارای آزادی بیان است.

### دیگر موارد
با توجه به اینکه دولت استرالیا به شدت بر روی مسئلهٔ طبقه‌بندی سنّی تأکید می‌کند موارد دیگری از جمله تلفن همراه و هنر و فیلم و ... از نظر محتوا کنترل و نظارت می‌شوند.